# Kapliczka na Foksowej Kępie w Radziechowach

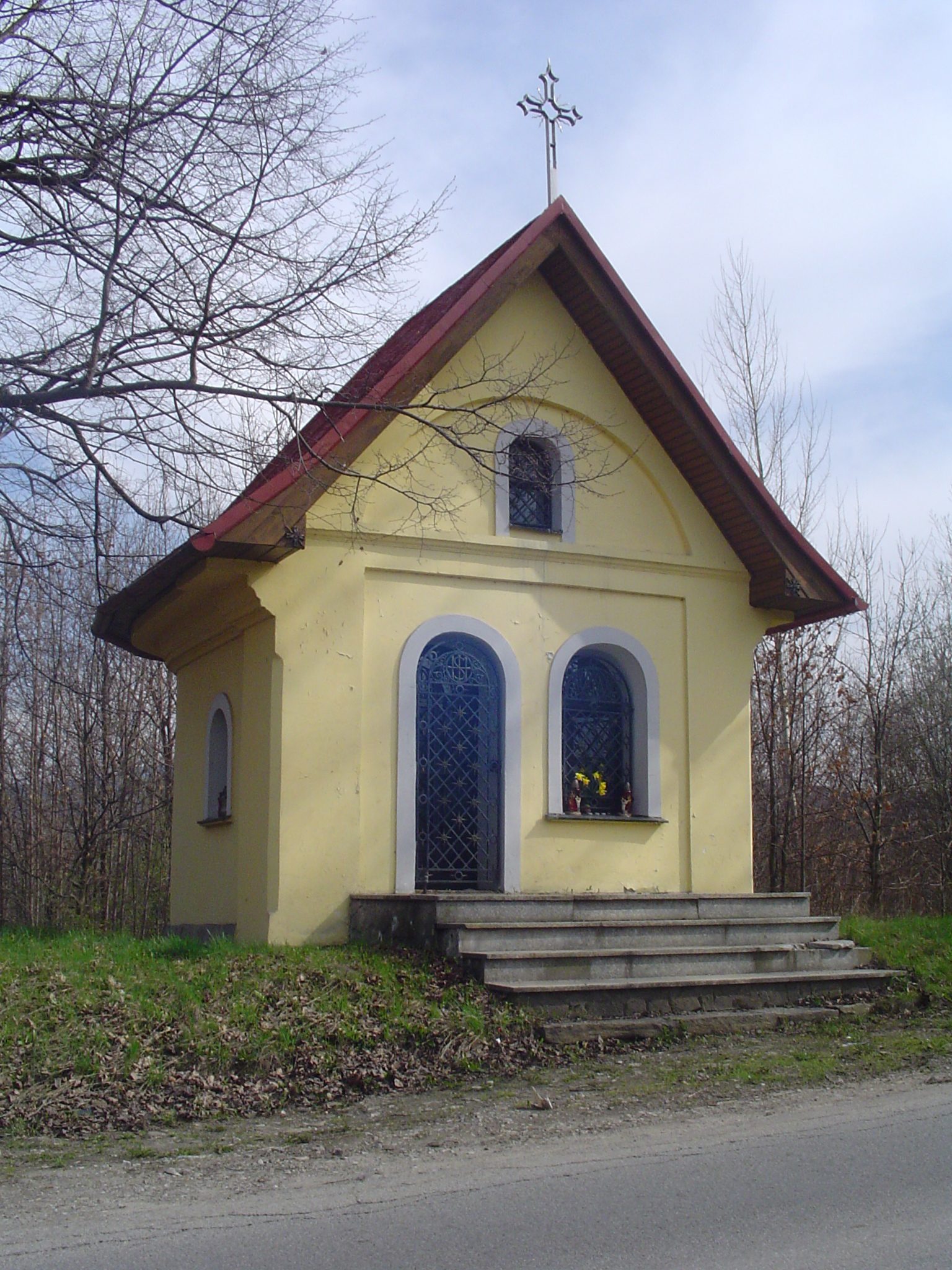
Kapliczka na Foksowej Kępie

Kapliczka na Foksowej Kępie – murowana kapliczka wybudowana w 1868 w Radziechowach. Usytuowana jest na wzniesieniu zwanym przez miejscowych „Foksową Kępą”, tuż przy drodze Żywiec-Zwardoń, ok. 1 km za zjazdem do wsi Radziechowy. Poświęcona jest Matce Boskiej Częstochowskiej.
Fundatorem kapliczki był Maciej Foksa, rolnik i murarz.